# Buy American

L'expression américaine « Buy American » (ou « Buy America ») renvoie à différentes mesures économiques destinées à favoriser les achats aux États-Unis via le marché public. Elles peuvent aussi renvoyer à des lois en vigueur aux États-Unis, Buy America Act et Buy American Act.

## Caractéristiques du «Buy American» et du «Buy America»
Buy American est une expression qui réfère à des mouvements, des mesures, des politiques et des lois qui ont pour but de favoriser l’achat de produits américains par le gouvernement fédéral via des appels d’offres des marchés publics. La restriction du marché public par une loi dans l’objectif de protéger les biens produits nationalement contre la concurrence étrangère, par exemple, est une forme de protectionnisme. La première loi « Buy American » est le Buy American Act (BAA) de 1933 signé par le président américain Herbert Hoover. En revanche, le phénomène du Buy American précède le BAA 1933. L’historienne Dana Frank considère les non-consumption mouvement à l'endroit des produits britanniques durant l’ère coloniale comme étant la genèse du Buy American. Quant au Buy America, il fait référence aux dispositions votées par le Congrès américain au fil des ans qui s’appliquent aux achats de fer, d’acier et produits manufacturiers utilisés dans un projet financé par des ministères et organismes fédéraux américains.

### Marché public
Pour l’Organisation de coopération et de développement économiques (OCDE), un marché public se définit comme suit: « Les marchés publics font référence à l’achat par un gouvernement et par des entreprises d’États de produits, de services et de travail. » Économiquement, l’argent consenti par les États de l’OCDE à travers les contrats de leurs marchés publics compte pour 12 % de leur PIB. Les politiques Buy American et Buy America dictent donc les actions du gouvernement fédéral afin de favoriser l’achat de produits américains lors des appels d’offres de contrats publics de différentes façons, dans différents contextes.
Dans le International Handbook of Public Procurement, on considère que les marchés publics reposent sur quatre piliers, soit l’organisation des acquisitions, les lois et régulations, l’emploi ainsi que le processus d’acquisition et les procédures à suivre. On considère également, lorsqu’il est question d'achats à travers le marché public, qu’un gouvernement doit composer avec plusieurs objectifs, parfois divergents. Par exemple, les politiques Buy American et Buy America sont poursuivies pour atteindre des objectifs socioéconomiques et prennent l’ascendant sur le principe du plus bas soumissionnaire ainsi que sur le principe plus large de concurrence.

## L’historique duBuy Americanet duBuy America

### Lenon-consumption mouvementdu temps de la révolution américaine
L’histoire du non-consumption mouvement est née dans une taverne de Boston en 1764 en réponse aux taxes britanniques. À ce moment, des marchands jurent sur leur honneur de ne plus acheter certains produits britanniques comme des vêtements ou des lacets. Le mouvement va prendre de l’ampleur dans la région de Boston et se répandre aux gouvernements des différentes colonies.
En 1769, le mouvement atteint d’autres colonies anglaises comme New York et Philadelphie où on jure publiquement de ne pas acheter des importations britanniques et de ne porter que des vêtements américains. Laisser tomber les importations britanniques devient, à ce moment, populaire. La majorité des assemblées législatives avec l’exception du New Hampshire rejoignent le mouvement. Le 16 décembre 1773, des Américains jettent 45 tonnes de thé britannique à l’eau pour protester contre l’idée de « taxation without representation » : c’est le Boston Tea party. Le Premier Congrès continental de 1774 va considérer un boycottage des produits britanniques et les patriotes sont encouragés à acheter des produits américains. George Washington, à son inauguration, portera des vêtements faits au Connecticut pour démontrer le symbolisme de porter un produit américain.

### LeBuy American Actde 1933 (BAA 1933)
Le Buy American Act de 1933 est adopté au Congrès américain le 3 mars sous la présidence de Herbert Hoover durant la Grande Dépression. Cette loi stipule que toute agence fédérale américaine qui achète des biens évalués à plus de 10 000 $ doit s’assurer qu'ils soient fabriqués à 50 % sur le territoire américain. Hoover, durant la Grande Dépression, croyait que les bases de l’économie américaine étaient solides et il répétait régulièrement que « Prosperity is just around the corner ». Pour l’historien Robert Macelvaine, l’inaction du président américain aura comme effet de paralyser l’économie américaine durant les premières années de la Grande Dépression. Ce n’est donc pas à Hoover que l’on peut directement attribuer le Buy American Act de 1933. Selon l’historienne Dana Frank, la loi est attribuable à l’homme d’affaires William Randolph Hearst, qui a inspiré Orson Welles pour le film Citizen Kane. Durant l’année 1932, Hearst met en branle une campagne Buy American à travers les 27 journaux qu’il possède. Hearst les utilise afin de projeter sa vision d’un train économique propulsé par l’achat américain de produits américains. Pour Hearst, les produits étrangers à bon prix étaient l’une des causes de la Grande Dépression. En 1933, la campagne menée par Hearst incite différents paliers de gouvernements à mettre en place des résolutions de type Buy State ou Buy City. Cela est fait pour appuyer l’idée du Buy American diffusée dans les différents médias dont Hearst était propriétaire. L’influence de Hearst, pour Dana Frank, va ultimement atteindre le gouvernement fédéral, qui va alors y répondre avec le Buy American Act de 1933.
L’influence de Hearst pour sa propre campagne Buy American provient, selon Dana Frank, de l'Angleterre des années 1920. En effet, la question de la dette contractée de l’Angleterre aux États-Unis durant la Première Guerre mondiale est le sujet de plusieurs discussions durant les années 1920 entre les deux pays. Les Anglais argumentent alors qu’ils ne peuvent rembourser ladite dette avant que les Allemands commencent à payer les réparations prévues pendant le Traité de Versailles. En 1924, des négociations sur le sujet ne le règlent qu’en partie. Les Anglais, afin d’équilibrer leur balance de paiement, financent alors des campagnes Buy British.

### LeBuy America Actde 1982
Le Buy America Act (en) de 1982 concerne directement le transport public aux États-Unis. Dans les faits, le Buy America Act de 1982 est une provision du Surface Transportation Assistance Act voté durant l’administration Reagan. Un projet financé, même si ce n’est qu’en partie, par les organismes fédéraux compris par la loi enclenchent alors des exigences d’achats locaux.

### Le American Recovery and Reinvestment Act de 2009
En juillet 2007, la crise des subprimes touche le secteur hypothécaire américain. La crise financière qui suit l’année suivante se répand à l’échelle mondiale. En réponse à cette crise, le président Barack Obama signe le American Recovery and Reinvestment act (ARRA) en février 2009. Ce plan de relance comprend des dépenses du gouvernement fédéral de plus de 797 milliards de dollars, dont 275 milliards pour les infrastructures. La section 1605 du ARRA comprend des dispositions faisant écho au BAA 1933 ainsi qu’au Buy America Acts de 1982. Cette section amplifie le Buy America Act de 1982, qui était réservé au domaine du transport pour englober tout projet financé par le ARRA pour la construction, la modification, la réparation et la maintenance d’une infrastructure publique. La version des provisions Buy American du ARRA est celle émanant du Congrès américain. Le Sénat américain en avait proposé une version plus exigeant qui appelait à ce que tout produit manufacturé financé par le ARRA soit englobé par une provision Buy American .

#### Les différences des provisionsBuy AmericaetBuy Americandu ARRA
La section 1605 du ARRA est celle des provisions Buy American et Buy America et diffère des provisions préexistantes du BAA 1933 et du Buy America Act de 1982. Le Buy American Act de 1933 a une dérogation de coût déraisonnable si un produit américain coûte 25 % plus cher que son équivalent venant de l’étranger. Dans le ARRA, la clause de dérogation de coût déraisonnable parle plutôt d’une augmentation de 25 % du coût total du projet dû à la préférence pour des produits américains. La section 1605 du ARRA est aussi temporaire et disparait au moment où les projets de ce plan de relance sont arrivés à terme. Le Buy American Act de 1933 et le Buy America Act sont, de leur côté, permanents. Finalement, les entrepreneurs canadiens sont exemptés des dispositions de la section 1605 sous certaines conditions.

#### Réaction canadienne aux politiquesBuy AmericanetBuy Americadu ARRA
L’annonce et l’application du ARRA ont soulevé des inquiétudes dans la classe politique canadienne. Le gouvernement canadien entreprend des négociations en 2009 avec les Américains dans l’objectif de s’extirper de l’exclusion de ses entreprises prévues par le ARRA. En février 2010, on annonce une entente offrant un traitement préférentiel aux entreprises canadiennes dans le cadre du ARRA. À ce moment, il reste 75 sur les 275 milliards du plan américain prévu pour les infrastructures. Au Canada, l’entente a été critiquée par les oppositions à la Chambre des Communes par les députés du Parti libéral et du Bloc Québécois. Le député libéral Scott Brison, notamment, critiqua l’entente en affirmant qu’elle arrive trop tard.

### L'ordre exécutif Ensuring the future is made in all of America by All America's worker

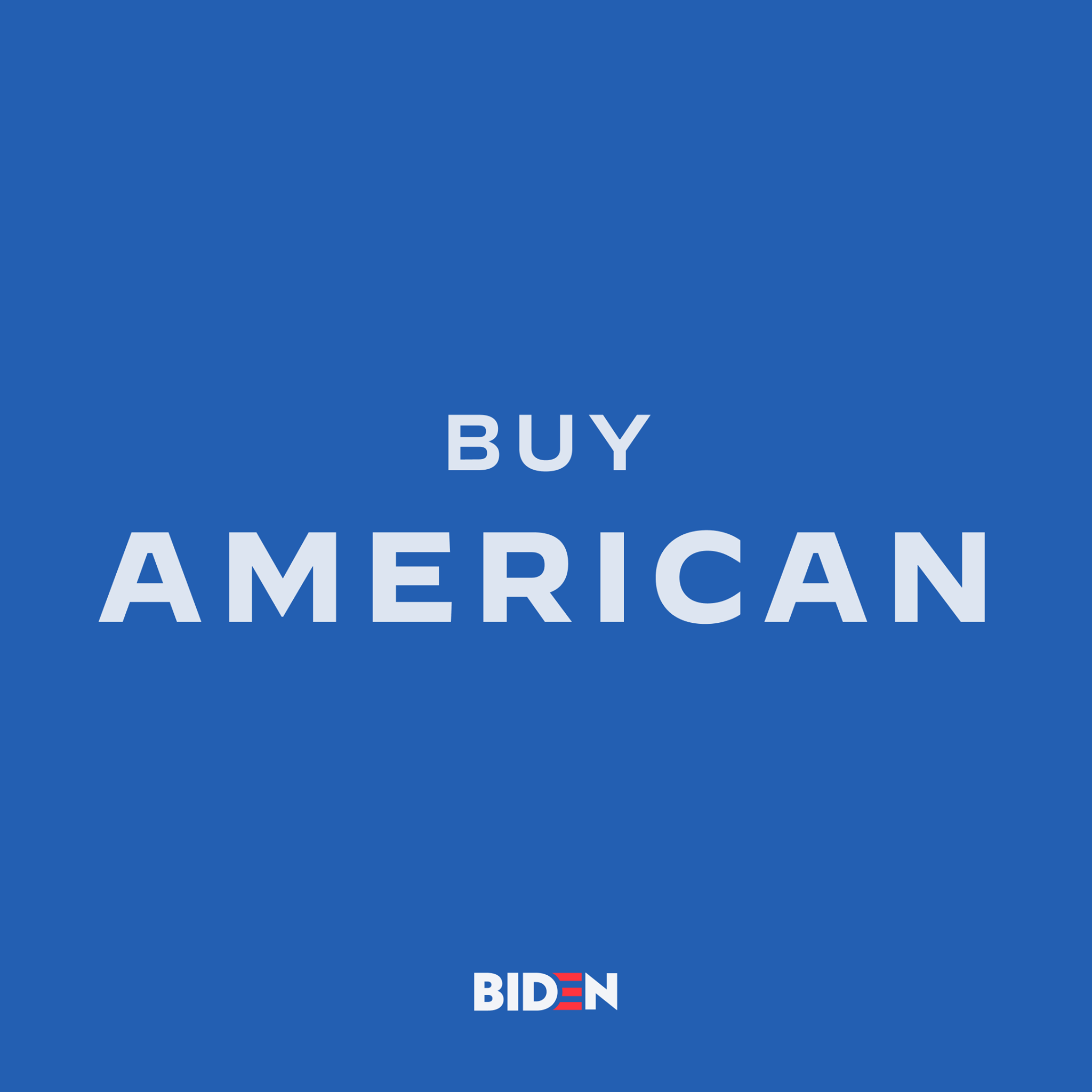
Logo du Buy Amerian de Joe Biden.

Le 25 janvier 2021, le président Joe Biden signe l’ordre exécutif 14005 nommé Ensuring the future is made in all of America by All America’s worker. L’ordre exécutif prévoit la somme de 600 $ milliards en contrats fédéraux. Biden augmente la portée du Buy American Act de 1933 avec cet ordre exécutif en demandant le remplacement du test du FAR anciennement utilisé pour déterminer la part domestique d’un produit pour un test qui mesure la plus-value ajoutée sur le territoire américain calculé sur la production faite aux États-Unis ou basée sur le support de l’activité économique en lien sur l’emploi. L’ordre exécutif stipule également la revue à la hausse du contenu national prévu anciennement par le BAA 1933 dans les projets d’infrastructures de 55 % à 75 % d’ici 2029.

#### Réaction canadienne au Ensuring the future is made in all of America by All America's worker
Lors de la première rencontre officielle à la suite de l’élection de Joe Biden avec son homologue canadien, la question du Buy American a été abordée. Comme ce fut le cas pour l’ARRA, le gouvernement canadien négocie avec le gouvernement américain afin que les dispositions Buy American et Buy America du Ensuring the future is made in all of America by All America’s worker ne soient pas appliquées aux entrepreneurs canadiens. Pour l’instant, le gouvernement américain n’a rien annoncé en ce sens.
Le secteur de l’automobile canadien pourrait être touché par le Buy American de Joe Biden. D’ici 2027, le gouvernement fédéral américain offrira un crédit d’impôt de 12 500 $ pour le propriétaire d’une voiture fabriquée aux États-Unis. En novembre 2021, lors de la rencontre des « trois amigos » entre les États-Unis, le Canada et le Mexique, Justin Trudeau s’était dit préoccupé de cette proposition. Le secteur de l’automobile canadien fut responsable de l’exportation d’une valeur de 42,9 milliards en 2020, dont 93 % pour les États-Unis.

## Les accords internationaux sur les marchés publics
Depuis la signature du BAA 1933, des lois et accords ont été signés afin de libéraliser l’accès aux marchés publics. Les deux co-existent puisque l’Accord sur les Marchés Publics établit des paliers monétaires où l’accord s’applique et lorsque le palier n’est pas atteint, c’est plutôt le BAA 1933 qui s’applique.

### LeTrade Agreement Actde 1979 (TAA 1979)
Sur la scène internationale, depuis la fin de la Deuxième Guerre mondiale de nombreux pays ont négocié avec les années des accords afin de libéraliser l’accès aux marchés publics. Sur la scène nationale, le Trade Agreement Act de 1979 permet au président des États-Unis de lever les dispositions du BAA de 1933 pour des pays ayant signé un accord bilatéral, plurilatéral ou multilatéral portant entièrement ou partiellement sur les règles d’accès aux marchés publics avec les États-Unis. Depuis l’entrée en vigueur du TAA 1979, les États-Unis ont signé plusieurs accords traitant des marchés publics comme l'Accord sur les Marchés Publics sous l'Organisation mondiale du commerce.

### L'Accord sur les Marchés Publics (AMP)
Depuis l’entrée en vigueur du TAA 1979, l’Accord sur les Marchés Publics a été signé par 48 pays. C’est aux rondes de négociations de Tokyo que l’AMP est signé pour entrer en vigueur en 1981. Le texte de 1979 a été amendé à plusieurs occasions. La première modification date de 1987 pour ensuite être activée en 1988. Ce fut également le cas en 1994 et en 1996. Les négociations de 1996 se conclurent en 2011 et c’est cette version qui est encore utilisée aujourd’hui. Les amendements, avec les différentes phases de négociations, ont eu pour objectifs communs d’augmenter l’accès aux marchés publics entre les signataires de l’AMP.